# Martin Frýdek (calciatore 1992)
Martin Frýdek (Hradec Králové, 24 marzo 1992) è un calciatore ceco, difensore o centrocampista dell'Arīs Salonicco.
È figlio di Martin Frýdek, ex calciatore della nazionale cecoslovacca prima e ceca poi.

## Caratteristiche tecniche
Terzino sinistro, può giocare come esterno su entrambe le fasce.

## Carriera

### Club
Vanta più di 15 presenze in Europa League.

## Statistiche

### Cronologia presenze e reti in nazionale
| Cronologia completa delle presenze e delle reti in nazionale ― Rep. Ceca | Cronologia completa delle presenze e delle reti in nazionale ― Rep. Ceca | Cronologia completa delle presenze e delle reti in nazionale ― Rep. Ceca | Cronologia completa delle presenze e delle reti in nazionale ― Rep. Ceca | Cronologia completa delle presenze e delle reti in nazionale ― Rep. Ceca | Cronologia completa delle presenze e delle reti in nazionale ― Rep. Ceca | Cronologia completa delle presenze e delle reti in nazionale ― Rep. Ceca | Cronologia completa delle presenze e delle reti in nazionale ― Rep. Ceca |
| Data                                                                     | Città                                                                    | In casa                                                                  | Risultato                                                                | Ospiti                                                                   | Competizione                                                             | Reti                                                                     | Note                                                                     |
| ------------------------------------------------------------------------ | ------------------------------------------------------------------------ | ------------------------------------------------------------------------ | ------------------------------------------------------------------------ | ------------------------------------------------------------------------ | ------------------------------------------------------------------------ | ------------------------------------------------------------------------ | ------------------------------------------------------------------------ |
| 24-3-2016                                                                | Praga                                                                    | Rep. Ceca                                                                | 0 – 1                                                                    | Scozia                                                                   | Amichevole                                                               | -                                                                        | 46’                                                                      |
| 29-3-2016                                                                | Stoccolma                                                                | Svezia                                                                   | 1 – 1                                                                    | Rep. Ceca                                                                | Amichevole                                                               | -                                                                        | 59’                                                                      |
| 31-8-2016                                                                | Mladá Boleslav                                                           | Rep. Ceca                                                                | 3 – 0                                                                    | Armenia                                                                  | Amichevole                                                               | -                                                                        | 46’                                                                      |
| 8-11-2017                                                                | Doha                                                                     | Islanda                                                                  | 1 – 2                                                                    | Rep. Ceca                                                                | Amichevole                                                               | -                                                                        | 62’                                                                      |
| 11-11-2017                                                               | Doha                                                                     | Qatar                                                                    | 0 – 1                                                                    | Rep. Ceca                                                                | Amichevole                                                               | -                                                                        | 62’                                                                      |
| 23-3-2018                                                                | Nanning                                                                  | Uruguay                                                                  | 2 – 0                                                                    | Rep. Ceca                                                                | Amichevole                                                               | -                                                                        | 39’                                                                      |
| 26-3-2019                                                                | Praga                                                                    | Rep. Ceca                                                                | 1 – 3                                                                    | Brasile                                                                  | Amichevole                                                               | -                                                                        | 56’                                                                      |
| Totale                                                                   |                                                                          | Presenze                                                                 | 7                                                                        |                                                                          | Reti                                                                     | 0                                                                        |                                                                          |

## Palmarès

### Club

#### Competizioni nazionali
- Coppa della Repubblica Ceca: 1

Sparta Praga: 2019-2020
- Coppa Svizzera: 1

Lucerna: 2020-2021